# Не про тебя ли этот фильм?
«Не про тебя ли этот фильм?» — советский короткометражный мультфильм по стихотворению Максима Романова «Не про тебя ли эта книжка?».
Первый из четырёх сюжетов мультипликационного альманаха «Весёлая карусель» № 5.
На графической основе этого мультфильма вышел также мультфильм «Шкатулка с секретом».

## Сюжет
Мультфильм про неряшливую девочку, которая разбрасывает, а потом ищет по квартире свои вещи и не доделывает до конца домашние дела, которые, к тому же, делает неправильно.

## Создатели
| стихи      | Максима Романова  |
| режиссёр   | Валерий Угаров    |
| художник   | София Митрофанова |
| композитор | Владимир Мартынов |
| поёт       | Лидия Катаева     |

## О мультфильме
Валерий Угаров… Его режиссёрский дебют состоялся в третьем выпуске сборника «Весёлая карусель» (1971) — он снял сюжет «Разгром» по стихотворению Эдуарда Успенского. Тема беспорядка, весёлого разгрома, озорства, непоседливости возникает и в следующих его «карусельных» сюжетах — «Про чудака-лягушонка», «Не про тебя ли этот фильм?».— Сергей Капков